# Grand Canyon Village
Grand Canyon Village ist ein Census-designated place im Norden des US-Bundesstaates Arizona im Coconino County. Das U.S. Census Bureau hat bei der Volkszählung 2020 eine Einwohnerzahl von 1.784 ermittelt.

## Geographie
Das Dorf liegt im Inneren des Grand-Canyon-Nationalparks an der Südkante des Grand Canyon. Das Dorf hat 1460 Einwohner auf einer Fläche von 34,8 km², nahezu alle sind Mitarbeiter des Nationalparks oder arbeiten in durch den Nationalpark lizenzierten Unternehmen.

## Kultur und Sehenswürdigkeiten
Ein großer Teil der Bauten wurde bei der erstmaligen Erschließung des Grand Canyons kurz nach 1900 errichtet und steht inzwischen unter Denkmalschutz. Der Grand Canyon Village Historic District steht unter Ensemble-Schutz und ist als National Historic Landmark District ausgewiesen. Das El Tovar Hotel, das Grand Canyon Park Operations Building, das Grand Canyon Power House und der historische Bahnhof sind individuelle National Historic Landmarks.
In Grand Canyon Village befindet sich die zentrale touristische Infrastruktur des Nationalparks, mit Hotels, Lodges, Besucherzentrum, Einkaufsmöglichkeiten. Aber auch eine kleine medizinische Notfallstation, ein Gebets- und Andachtsraum für alle Religionen und Konfessionen und das ehemalige Kraftwerk des Parks stehen im Ort. Grand Canyon Village zieht dank seiner Lage fünf Millionen Besucher jährlich an.

## Bildung
Grand Canyon Village liegt im Schulbezirk Grand Canyon Unified School District.

## Verkehr
Grand Canyon Village liegt am U.S. Highway 180 und an der Arizona State Route 64.
Grand Canyon Village wird auch von der Touristenbahn Grand Canyon Railway von Williams aus bedient.